# Starowola (Podlachie)
Pour les articles homonymes, voir Starowola.
Starowola [stɔʐˈnɔvɔ] est un village polonais de la gmina de Jaświły dans le powiat de Mońki et dans la voïvodie de Podlachie. Il se situe à environ 14 kilomètres au nord-est de Mońki et à 46 kilomètres au nord de Bialystok.
Le village compte approximativement 30 habitants.
Selon le recenssement de la commune de 1921, ont habité dans le village 28 personnes, dont 22 étaient catholiques, 5 orthodoxes, et 1 judaïques. Parallèlement, 22 habitants ont déclaré avoir la nationalité polonaise, 5 la nationalité biélorusse et 1 la nationalité juive. Dans le village, il y avait 4 bâtiments habitables.